# Echaporã (futebolista)
Luis Otávio de Oliveira (17 de fevereiro de 2000), mais conhecido como Echaporã, é um futebolista brasileiro que atua como atacante do São Bernardo.
Nascido em Echaporã, São Paulo, representou São Paulo e Figueirense na juventude. Ele fez sua estreia no time principal com este último em 6 de março de 2019, entrando como substituto no segundo tempo de Alípio em um empate fora de casa por 0 a 0 no Campeonato Catarinense contra Marcílio Dias.
Em setembro de 2019, Echaporã foi emprestado ao Atlético Mineiro com cláusula de rescisão, e retornou às categorias de base. Em 14 de novembro de 2020, seu empréstimo foi prorrogado até o final de 2022.
Echaporã estreou pelo Galo em 28 de fevereiro de 2021; após substituir Sávio, marcou o terceiro gol da sua equipe na vitória por 3 a 0 em casa contra a URT, pelo Campeonato Mineiro do ano. Sua estreia na Série A ocorreu em 13 de junho, quando substituiu Keno na vitória em casa por 1 a 0 sobre o São Paulo. Ele assinou um contrato permanente de dois anos com o Atlético em janeiro de 2022.
Em 5 de abril de 2022, Echaporã foi emprestado ao clube da Série B Ponte Preta pelo restante da temporada.

## Estatísticas de carreira
- Atualizado até 1 January 2025[9]

| Club             | Season       | League       | League | League | State League | State League | Cup  | Cup   | Continental | Continental | Other | Other | Total | Total |
| Club             | Season       | Division     | Apps   | Goals  | Apps         | Goals        | Apps | Goals | Apps        | Goals       | Apps  | Goals | Apps  | Goals |
| ---------------- | ------------ | ------------ | ------ | ------ | ------------ | ------------ | ---- | ----- | ----------- | ----------- | ----- | ----- | ----- | ----- |
| Figueirense      | 2019         | Série B      | 0      | 0      | 1            | 0            | —    | —     | —           | —           | —     | —     | 1     | 0     |
| Atlético Mineiro | 2021         | Série A      | 2      | 0      | 3            | 1            | 0    | 0     | 0           | 0           | —     | —     | 5     | 1     |
| Atlético Mineiro | 2022         | Série A      | 0      | 0      | 3            | 0            | 0    | 0     | 0           | 0           | 0     | 0     | 3     | 0     |
| Atlético Mineiro | Total        | Total        | 2      | 0      | 6            | 1            | 0    | 0     | 0           | 0           | 0     | 0     | 8     | 1     |
| Ponte Preta      | 2022         | Série B      | 21     | 1      | —            | —            | —    | —     | —           | —           | —     | —     | 21    | 1     |
| Juventude        | 2023         | Série B      | 3      | 0      | 4            | 1            | —    | —     | —           | —           | —     | —     | 7     | 1     |
| Remo             | 2024         | Série C      | 1      | 0      | 11           | 3            | 1    | 0     | —           | —           | 2     | 1     | 15    | 4     |
| Londrina         | 2024         | Série C      | 12     | 0      | —            | —            | —    | —     | —           | —           | —     | —     | 12    | 0     |
| Career total     | Career total | Career total | 39     | 1      | 22           | 5            | 1    | 0     | 0           | 0           | 2     | 1     | 64    | 7     |

## Honras
Atlético Mineiro
- Campeonato Brasileiro Série A: 2021
- Copa do Brasil: 2021
- Campeonato Mineiro: 2021, 2022
- Supercopa do Brasil: 2022
- Campeonato Brasileiro Sub-20: 2020